# Calendari femení de l'UCI 2023
El calendari femení de la UCI 2023 reuneix les competicions femenines de ciclisme de carretera organitzades sota el reglament de la Unió Ciclista Internacional durant la temporada 2023.
La UCI World Tour femenina 2023 es presenta per separat. Els critèriums no puntuen.

## Calendari de les proves
| 29 de gen              | Women Cycling Pro Costa De Almería       | 1.1   | Arianna Fidanza (Ceratizit-WNT Pro Cycling)                       |
| 4 de feb               | Aphrodite Cycling Race ITT               | 1.2   | Antri Christoforou (Human Powered Health)                         |
| 5 de feb               | Grand Prix Apollon Temple                | 1.2   | Sevinch Yuldasheva (Uzbekistan)                                   |
| 5 de feb               | Volta a la Comunitat Valenciana Fèmines  | 1.1   | Floortje Mackaij (Movistar Team)                                  |
| 8 de feb               | Aphrodite Cycling Race-Women for future  | 1.2   | Antri Christoforou (Human Powered Health)                         |
| 11 de feb              | Aphrodite's Sanctuary Cycling Race       | 1.2   | Jesse Vandenbulcke (Human Powered Health)                         |
| 11 de feb              | Clàssica d'Almeria femenina              | 1.1   | Emilie Fortin (Cynisca Cycling)                                   |
| 16 – 19 de febrer      | Setmana Ciclista Valenciana              | 2.Pro | Justine Ghekiere (AG Insurance-Soudal Quick-Step)                 |
| 26 de feb              | Omloop van het Hageland                  | 1.1   | Lorena Wiebes (SD Worx)                                           |
| 28 de feb              | Le Samyn des Dames                       | 1.1   | Marta Bastianelli (UAE Team ADQ)                                  |
| 1 de març              | Umag Classic Ladies                      | 1.2   | Alessia Vigilia (Top Girls Fassa Bortolo)                         |
| 5 de març              | Trofeu Oro in Euro                       | 1.1   | Gaia Realini (Trek-Segafredo)                                     |
| 5 de març              | Poreč Classic Ladies                     | 1.2   | Yanina Kuskova (Tashkent City Women Professional Cycling Team)    |
| 7 – 11 de març         | Trofeu Ponente in Rosa                   | 2.2   | Jolanda Neff                                                      |
| 10 de març             | Drentse Acht van Westerveld              | 1.1   | suspesa                                                           |
| 10 – 12 de març        | Volta a Extremadura Fèmines              | 2.2   | Megan Armitage (Arkéa Pro Cycling Team)                           |
| 15 de març             | Nokere Koerse femenina                   | 1.Pro | Lotte Kopecky (SD Worx)                                           |
| 17 – 19 de març        | Tour de Normandia femení                 | 2.1   | Cédrine Kerbaol (Ceratizit-WNT Pro Cycling)                       |
| 29 de març             | A través de Flandes femení               | 1.Pro | Demi Vollering (SD Worx)                                          |
| 5 de abr               | Scheldeprijs femenina                    | 1.1   | Lorena Wiebes (SD Worx)                                           |
| 8 – 10 de abril        | Tour de Tailàndia femení                 | 2.1   | Lee Eun-Hee                                                       |
| 10 de abr              | Volta a Mouscron                         | 1.1   | Martina Fidanza (Ceratizit-WNT Pro Cycling)                       |
| 12 de abr              | Fletxa Brabançona femenina               | 1.Pro | Silvia Persico (UAE Team ADQ)                                     |
| 16 de abr              | Gran Premi de Chambéry                   | 1.1   | Victorie Guilman (FDJ-Suez)                                       |
| 22 de abr              | Omloop van Borsele                       | 1.1   | Linda Zanetti (UAE Development Team)                              |
| 25 de abr              | Gran Premio della Liberazione femení     | 1.2   | Silvia Zanardi (Bepink)                                           |
| 26 – 30 de abril       | Tour de Gila femení                      | 2.2   | Austin Killips                                                    |
| 27 – 30 de abril       | Gracia Orlová                            | 2.2   | Jenny Rissveds (Suècia)                                           |
| 29 de abr              | Revolta                                  | 1.1   | Claire Steels (Israel-Premier Tech Roland)                        |
| 29 de abr              | Circuit de la vallée de la Lys           | 1.2   | Julia Kopecký (AG Insurance-NXTG U23)                             |
| 29 – 30 de abril       | Gran Premi Elsy Jacobs                   | 2.Pro | Ally Wollaston (AG Insurance-Soudal Quick-Step)                   |
| 5 de maig              | La Classique Morbihan                    | 1.1   | Gaia Masetti (AG Insurance-Soudal Quick-Step)                     |
| 6 de maig              | Gran Premi de Plumelec-Morbihan femení   | 1.1   | Grace Brown (FDJ-Suez)                                            |
| 6 de maig              | Gran Premi Eco-Struct                    | 1.1   | Amalie Dideriksen (Uno-X Pro Cycling Team)                        |
| 7 de maig              | Trofeu Maarten Wynants                   | 1.1   | Chiara Consonni (UAE Team ADQ)                                    |
| 9 – 13 de maig         | Tour de Bretanya femení                  | 2.1   | Grace Brown (FDJ-Suez)                                            |
| 10 de maig             | Clàssica Fèmines de Navarra              | 1.Pro | Riejanne Markus (Team Jumbo-Visma)                                |
| 11 – 12 de maig        | The Tour Oqtosh-Chorvoq-Mountain Ladies  | 2.2   |                                                                   |
| 16 de maig             | Emakumeen Saria                          | 1.1   | Ashleigh Moolman (AG Insurance-Soudal Quick-Step)                 |
| 17 de maig             | Grand Prix Samarkand Ladies              | 1.2   |                                                                   |
| 18 de maig             | Grand Prix Afrosiyob Ladies              | 1.2   |                                                                   |
| 18 – 21 de maig        | Joe Martin Stage Race Women              | 2.2   | Lauren Stephens (EF Education-TIBCO-SVB)                          |
| 19 de maig             | Veenendaal Veenendaal Classic femenina   | 1.1   | Lotte Kopecky (SD Worx)                                           |
| 20 de maig             | Omloop der Kempen femenina               | 1.2   | Charlotte Kool (Team DSM)                                         |
| 21 de maig             | Antwerp Port Epic Ladies                 | 1.1   | Marthe Truyen (Fenix-Deceuninck)                                  |
| 23 – 28 de maig        | Volta a Turíngia femenina                | 2.Pro | Lotte Kopecky (SD Worx)                                           |
| 25 – 28 de maig        | Tour de Feminin-O cenu Českého Švýcarska | 2.2   | Olga Kulinitx (Duolar-Chevalmeire)                                |
| 27 de maig             | Ladies Tour of Estonia                   | 1.2   | Olga Shekel (Ucraïna)                                             |
| 28 de maig             | Gran Premi Ciutat d'Eibar                | 1.1   | Olivia Baril (UAE Team ADQ)                                       |
| 29 de maig             | Gran Premi Mazda Schelkens               | 1.2   | Dina Scavone (Carbonbike Giordana by Gen Z)                       |
| 31 de maig – 4 de juny | Volta a Andalusia femenina               | 2.1   | Katrine Aalerud (Movistar Team)                                   |
| 3 – 4 de juny          | Belgrade GP Woman Tour                   | 2.2   | Nikola Bajgerová (MAT Atom Deweloper Wrocław)                     |
| 4 de juny              | Alpes Grésivaudan Classic                | 1.1   | Évita Muzic (FDJ-Suez)                                            |
| 4 de juny              | Dwars door de Westhoek                   | 1.1   | Pfeiffer Georgi (Team DSM)                                        |
| 9 – 11 de juny         | Tour femení internacional dels Pirineus  | 2.1   | Marta Cavalli (FDJ-Suez)                                          |
| 10 de juny             | Dwars door het Hageland femenina         | 1.1   | Lotte Kopecky (SD Worx)                                           |
| 11 de juny             | Diamond Tour                             | 1.1   | Julie De Wilde (Fenix-Deceuninck)                                 |
| 14 – 18 de juny        | Volta a Bèlgica femenina                 | 2.1   | suspesa                                                           |
| 2 de jul               | Tour de Berlín femení                    | 1.2   | Elena Hartmann (Israel-Premier Tech Roland)                       |
| 8 de jul               | Ladies Race Slovakia                     | 1.2   | Linda Zanetti (UAE Development Team)                              |
| 9 de jul               | Argenta Classic-2 Districtenpijl         | 1.1   | Lieke Nooijen (Parkhotel Valkenburg)                              |
| 12 – 16 de juliol      | Baloise Ladies Tour                      | 2.1   | Lucinda Brand (Lidl-Trek)                                         |
| 16 de jul              | Gran Premi Stuttgart & Region            | 1.2   | Elena Pirrone (Israel-Premier Tech Roland)                        |
| 26 – 30 de juliol      | Volta a Colòmbia femenina                | 2.2   | Lilibeth Chacón García (Clarus Merquimia Group - Strongman)       |
| 28 – 30 de juliol      | Princess Anna Vasa Tour                  | 2.2   | Valeria Kononenko (Colnago CM Team)                               |
| 1 – 3 de agost         | Tour d'Uppsala                           | 2.2   | suspesa                                                           |
| 1 de ago               | Kreiz Breizh Elites femenina             | 1.1   | Giorgia Vettorello (Bepink)                                       |
| 12 de ago              | La Périgord Ladies                       | 1.2   | Amber Kraak (Team Jumbo-Visma)                                    |
| 13 de ago              | La Picto-Charentaise                     | 1.2   | Gladys Verhulst (FDJ-Suez)                                        |
| 15 de ago              | Gran Premi Yvonne Reynders               | 1.2   | Eline Van Rooijen (AG Insurance-Soudal Quick-Step)                |
| 18 de ago              | Kortrijk Koerse                          | 1.1   | Daria Pikulik (Human Powered Health)                              |
| 19 de ago              | Gran Premi Oetingen                      | 1.1   | Simone Boilard (St Michel-Mavic-Auber 93)                         |
| 19 de ago              | Grand Prix Kaisareia women               | 1.2   | Olga Zabelínskaia (Tashkent City Women Professional Cycling Team) |
| 22 de ago              | Egmont Cycling Race femenina             | 1.2   | Heidi Franz (DNA Pro Cycling)                                     |
| 24 – 27 de agost       | Giro de Toscana-Memorial Michela Fanini  | 2.2   | Alessia Vigilia (Top Girls Fassa Bortolo)                         |
| 3 de set               | Gran Premi Beerens                       | 1.1   | Chiara Consonni (UAE Team ADQ)                                    |
| 5 – 11 de setembre     | Tour de l'Ardecha                        | 2.1   | Marta Cavalli (FDJ-Suez)                                          |
| 9 de set               | À travers les Hauts-de-France femenina   | 1.2   | Valentine Fortin (Cofidis)                                        |
| 10 de set              | Gran Premi de Fourmies femení            | 1.2   | Marta Lach (Ceratizit-WNT Pro Cycling)                            |
| 13 de set              | Grisette Gran Premi de Valònia           | 1.1   | Marta Lach (Ceratizit-WNT Pro Cycling)                            |
| 15 – 16 de setembre    | Trophée des Grimpeuses                   | 2.2   | Karlijn Swinkels (Team Jumbo-Visma)                               |
| 16 de set              | Chrono Gatineau                          | 1.1   | Anna Kiesenhofer (Israel-Premier Tech Roland)                     |
| 17 de set              | Gran Premi de Gatineau                   | 1.1   | Megan Jastrab (Team dsm-firmenich)                                |
| 17 de set              | Gran Premi d'Isbergues femení            | 1.2   | Valentine Fortin (Cofidis)                                        |
| 30 de set              | Giro de l'Emília femení                  | 1.Pro | Cecilie Uttrup Ludwig (FDJ-Suez)                                  |
| 1 de oct               | Trofeo Baracchi féminin                  | 1.2   | suspesa                                                           |
| 3 de oct               | Tre Valli Varesine femenina              | 1.1   | Liane Lippert (Movistar Team)                                     |
| 3 de oct               | Binche-Chimay-Binche femení              | 1.1   | Pfeiffer Georgi (Team dsm-firmenich)                              |
| 4 – 8 de octubre       | International Syrian Tour Women          | 2.2   | suspesa                                                           |
| 10 – 11 de octubre     | Tour de Wenzhou femení                   | 2.2   | suspesa                                                           |
| 12 – 15 de octubre     | Volta a Costa Rica femenina              | 2.2   | Lilibeth Chacón García (Clarus Merquimia Group - Strongman)       |
| 15 de oct              | Chrono des Nations femenina              | 1.1   | Anna Kiesenhofer (Israel-Premier Tech Roland)                     |